# 独湛性瑩
独湛性瑩（どくたん しょうえい）は、江戸時代前期に明から渡来した臨済宗黄檗派（黄檗宗）の僧。俗姓は陳氏。福建省興化府莆田県の出身。

## 生涯
南宋の丞相の陳俊卿の末裔であり、明の孝廉御史の陳茂烈の八世の孫にあたる。父は陳翊宣。
母の没後、16歳で、梧山積雲寺の衣珠のもとで出家した。雲棲祩宏に私淑し、『首楞厳経』や『妙法蓮華経』を読誦していた。
順治6年（1649年）、隠元隆琦の法弟であった泉州承天寺の亘信行弥に入門した。その後2年ほどして、金粟山の費隠通容の噂を聞き、諸方を行脚した。
順治8年（1651年）夏、黄檗山に至り、隠元に参じ、順治10年（1653年）冬に大悟した。
順治11年（1654年）6月、隠元に従って来日し、その後、長崎・興福寺から摂津国・普門寺、山城国・萬福寺と、師の隠元に随従した。
寛文3年（1663年）1月、萬福寺の祝国開堂後の冬の統制において西堂を務め、12月の初めての授戒会では尊証阿闍梨に任ぜられた。
寛文4年（1664年）5月、龍渓性潜の推挙によって遠江国浜松に至り、近藤貞用邸に寓居しながら、新寺（宝林寺、初山）の造営に当たった。寛文5年（1665年）11月4日に隠元を勧請開山とし、独湛が初代住持となり、以後18年間にわたり、その任に当たった。
延宝元年（1673年）10月、慧林性機の推挙によって上野国笠懸に至り、岡上景能の求めに応じて、国瑞寺（二山）を開山した。
天和元年（1681年）10月、黄檗山の第4代住持となる。
元禄5年（1692年）、高泉性潡に法席を譲り、山内の獅子林院に隠退した。退隠後は、遠州の初山に招かれ塔頭の永思堂に仮寓した。また、元禄10年（1697年）には、10,000人以上の信徒を集めて授戒会を催した。
宝永3年（1706年）1月26日、黄檗の獅子林院で没した。享年79。

## 念仏禅
隠元が将来したいわゆる黄檗禅の特色は、「念仏禅」という言葉で表現されており、習禅と念仏とを共に修める「禅浄双修」を、その特徴とした。この傾向を最も顕著に表していたのが、独湛である。独湛は、当麻曼荼羅に感動して「日本大和州当麻寺化人織造藕糸西方聖境図説」を著わし、浄土宗に属する義山や忍澂と交流した。
宝永元年（1704年）、獅子林院で「勧修作福念仏図説」という、宋代以来の中国で民間教化に用いられた縁起文を板行している。